# Frank Forde

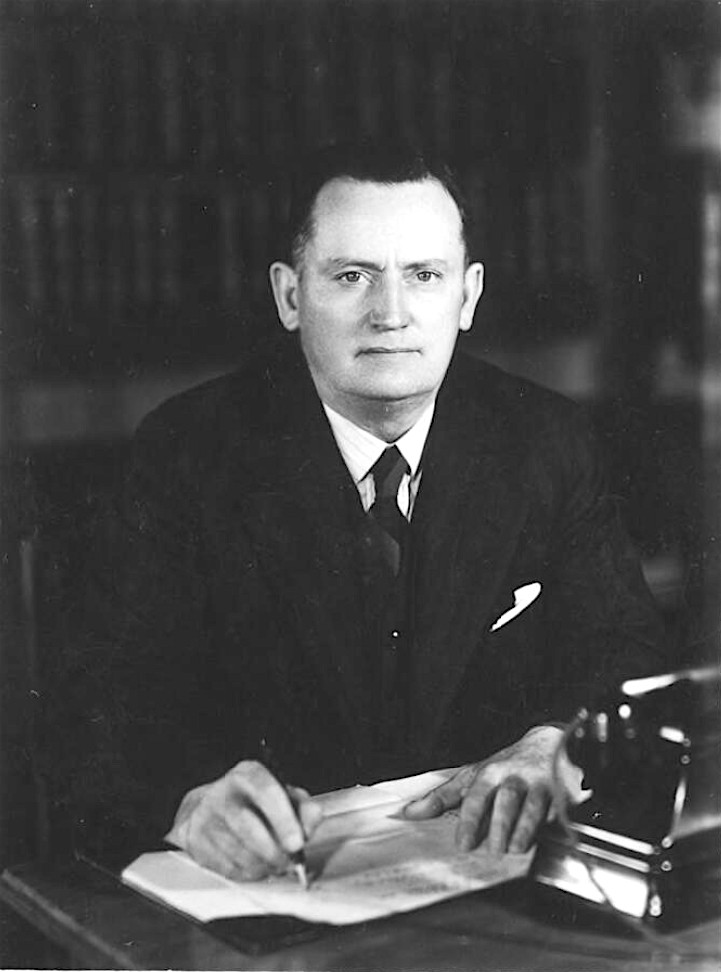
Francis Michael Forde

Francis Michael Forde oder kurz Frank Forde (* 18. Juli 1890 in Mitchell, Queensland; † 28. Januar 1983 in Brisbane, Queensland, Australien) war ein australischer Politiker der Australian Labor Party. Der Politiker war mehr als 30 Jahre Mitglied lang im Parlament von Australien wie auch von Queensland und bekleidete mehrere Ministerämter.
Durch eine Besonderheit der australischen Verfassung war er vom 6. Juli 1945 bis zum 13. Juli 1945 für acht Tage Premierminister Australiens.

## Premierminister
Als Frank Forde Stellvertreter des Premierministers James Scullin war, kam es zur kürzesten Amtszeit eines australischen Premierministers von acht Tagen. Da entsprechend der australischen Verfassung – wie auch im Vereinigtem Königreich – nur der gewählte Führer der Mehrheitspartei Premierminister sein kann, verlor er dieses Amt nach einer internen Wahl innerhalb der Australia Labor Party an Ben Chifley. Damit war Forde nicht nur der einzige Premierminister mit der kürzesten Amtszeit, sondern auch der einzige Premierminister Australiens, der als nicht gewählter Parteiführer das Amt des Premierminister Australiens bekleidete.

## Frühes Leben
Frank Forde war das Kind irischer Einwanderer und das zweitgeborene Kind in seiner Familie. Er besuchte das Christian Brothers College in Toowoomba. Nach seiner Ausbildung arbeitete er dort als Lehrer, später als Postmeister und Telegraphist. Nebenbei bildete er sich zum Elektroingenieur weiter. 

## Politisches Leben
Frank Forde schloss sich der lokalen Australian Labor Party in Rockhampton im Alter von 15 Jahren an und gewann 1917 einen Sitz im Stadtparlament, den er die nächsten 5 Jahre behielt. 1922 trat er zurück, um für den Bundessitz für Capricornia zu kandidieren. Er gewann die Wahl und behielt diesen Sitz 24 Jahre lang (bis 1946). 1931 wurde er Minister für Zollangelegenheiten unter James Scullin und war ab 1932 führender Abgeordneter der Opposition.
Von 1940 bis 1945 war Forde Kriegsminister und von 1941 bis 1946 Vizepremierminister. Nachdem Sculin zum Premierminister gewählt worden war, wurde er zum Verteidigungsminister ernannt und war mit der Demobilisierung der Australian Defence Force beauftragt. 1946 wurde er zum Hochkommissar für Kanada ernannt. Er behielt diesen Posten bis 1953.